# Siqin Gaowa
Siqin Gaowa (ᠰᠡᠴᠡᠨᠭᠤᠸᠠ, Сэцэн Гуа, Setsen Gua; 斯琴高娃S, Sīqín GāowáP; Canton, 19 gennaio 1950) è un'attrice cinese, di origini mongole.
In occasione del centenario della nascita dell'industria cinematografica in Cina nel 2005, la China Film Performance Art Academy l'ha inserita nella lista dei "100 migliori attori in 100 anni di cinema cinese".